# Iso Savonjärvi
Iso Savonjärvi eller Timojärvi är en sjö i Finland. Den ligger i kommunen Sotkamo i landskapet Kajanaland, i den centrala delen av landet, 400 km norr om huvudstaden Helsingfors. Iso Savonjärvi ligger 216 meter över havet. Arean är 31,4 hektar och strandlinjen är 3,16 kilometer lång. Sjön  ingår i Vuoksens huvudavrinningsområde.   I omgivningarna runt Iso Savonjärvi växer i huvudsak blandskog.